# AeroMobil s.r.o. AeroMobil
AeroMobil s.r.o. AeroMobil (виробник також вживає назви Aeromobil та AEROMOBIL) — словацький прототип транспортабельного по шосе літака, розроблений Штефаном Кляйном. Перший політ було здійснено у 2013 році. Літак буде випускатися компанією AeroMobil s.r.o..
Компанію AeroMobil s.r.o. заснував і є головним виконавчим директором Юрай Вацулик (Juraj Vaculík). У березні 2015 року він зазначив, що автомобіль призначений для "багатих покупців суперкарів і для любителів літати". Вацулик очікує, що літак буде доступний для продажу в 2017 році.

## Розробка
Прототип був задуманий як автомобіль, який може бути перетворений з автомобіля в літак. Версіїя 2.5 (концептуальна версія, що довела реальність ідеї)  розроблювалася 20 років. Вона здійснила свій перший політ у 2013 році. Прототип був побудований AeroMobil Team, що базується в Братиславі, Словаччина на чолі із співзасновниками Юраєм Вацуликом і Штефаном Кляйном та винахідником Діном Каменом.
На 2013 рік вже було 4 концептуальні версії Aeromobil, 1.0, 2.0, 2.5 та 3.0, ранні версії мали нескладні крила, пізніше отримали складні крила і обтічники на колеса. Версія 2.5 була першою, що показали на виставці SAE AeroTech Congress and Exhibition в Montreal. Версія 3.0 була показана на Pioneers Festival 2014 у Відні, Австрія, вона полетіла у жовтні 2014. Дизайнери плануюють включити до остаточної версії балістичний парашут.
У 2014 році в компанії не оголошували про кінцеві терміни випуску літака, але вже у 2015, після того, як розбився прототип, оголосили, що сподіваються розпочати перші поставки у 2018.

## Варіанти

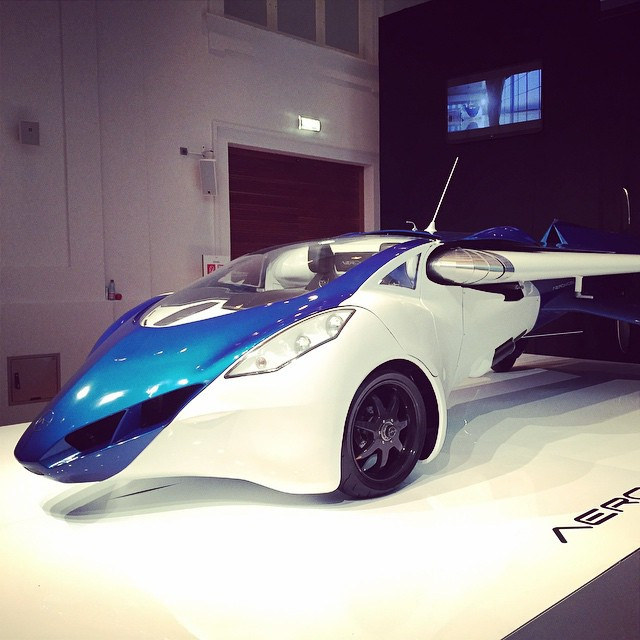
AeroMobil 3.0 у 2014

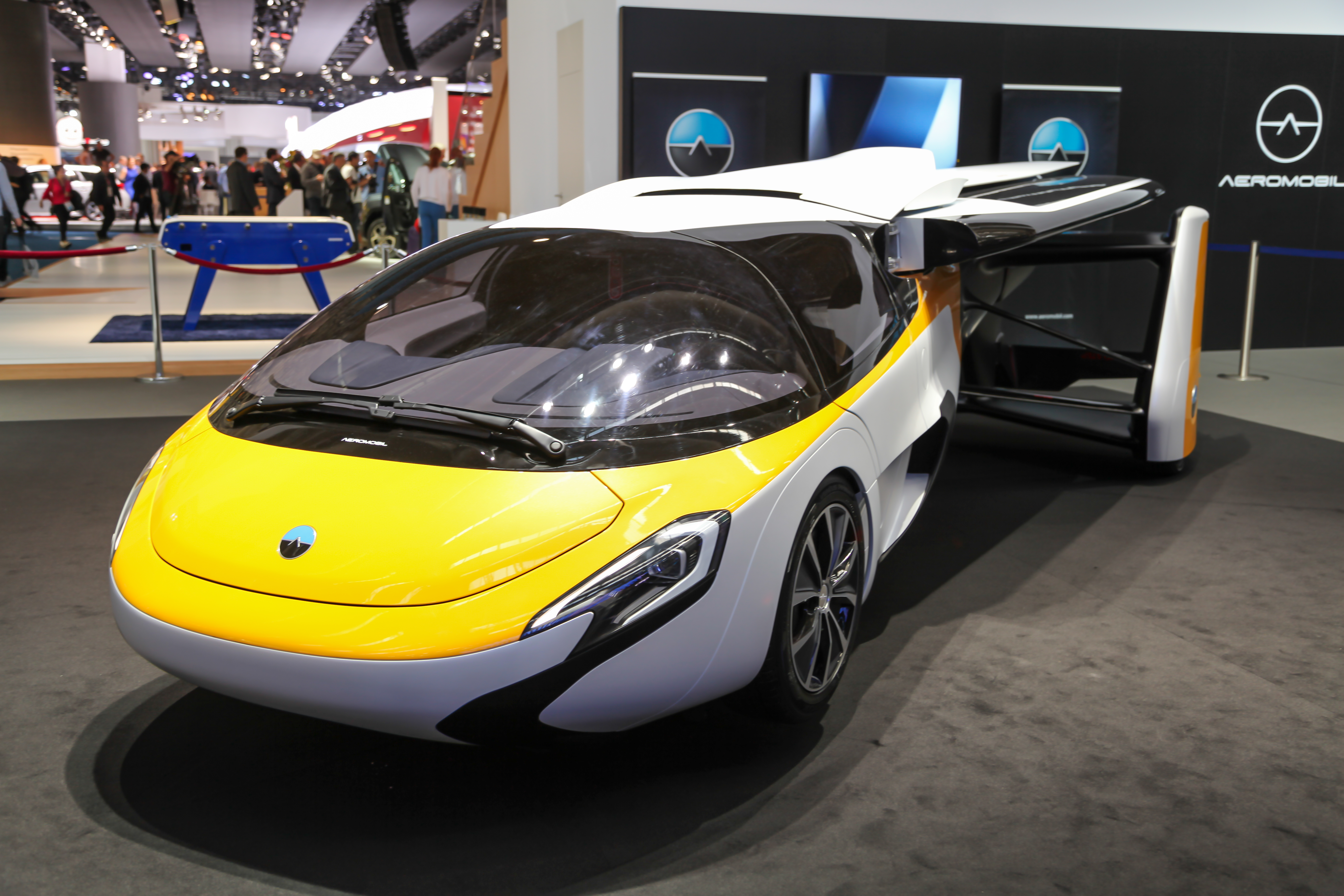
AeroMobil 4.0 у 2017

AeroMobil 1.0 (1990–94)
Перший концепт
AeroMobil 2.0 (1995-2010)
Розвиток концепту
AeroMobil 2.5 (2010-2013)
Проміжна версія до остаточного концепту Aeromobil
AeroMobil 3.0 (2014-)
Подальший розвиток концепту. Вперше публічно показаний у жовтні 2014, розбився 8 травня 2015. Використовував двигун Rotax 912S, мав сталеву раму і покритий вуглепластиком.
AeroMobil 4.0 (2017-)
Було змінено дизайн. Також було використано інший двигун — опозитний двигун Subaru на 300 к.с.

## Нещасний випадок
8 травня 2015 прототип AeroMobil 3.0 розбився в аеропорту Nitra під час тестового польоту біля Janíkovce (LZNI). Літак увійшов у штопор і був випущений балістичний парашут. Пілот Stefan Klein, був відправлений до лікарні на машині швидкої допомоги зі скаргами на болі в спині, але пізніше був звільнений. Літак отримав ударне пошкодження носової частини фюзеляжу. В компанії оголосили, що проект буде розвиватися і надалі. У червні 2015 року компанія повідомила, що був збудований новий прототип.

## Технічні характеристики (AeroMobil 3.0)
Загальні характеристики
- Силова установка: 1 × Rotax 912 чотирьохциліндровий опозитний авіаційний двигун з повітряним і водяним охолодженням, 75 кВт (100 к. с.)

Льотні характеристики
- Максимальна швидкість: 200 км/год (124 миля/год; 108 вуз)
- Швидкість звалювання: 60 км/год (37 миля/год; 32 вуз)
- Дальність: 700 км (435 миля; 378 морська миля)